# 莱图雷耶
莱图雷耶（法語：Les Tourreilles，法語發音：[le tuʁɛj]）是法国上加龙省的一个市镇，属于圣戈当区。

## 地理
莱图雷耶（43°6'46"N, 0°33'7"E）面积12.33 平方千米，位于法国奧克西塔尼大區上加龙省，该省份为法国西南部内陆省份，西南端与西班牙接壤，自此顺时针与上比利牛斯省、热尔省、塔恩-加龙省、塔恩省、奥德省和阿列日省接壤。
与莱图雷耶接壤的市镇（或旧市镇、城区）包括：欧松、屈居龙、弗朗克维耶勒、蒙雷若、蓬拉-塔耶堡。

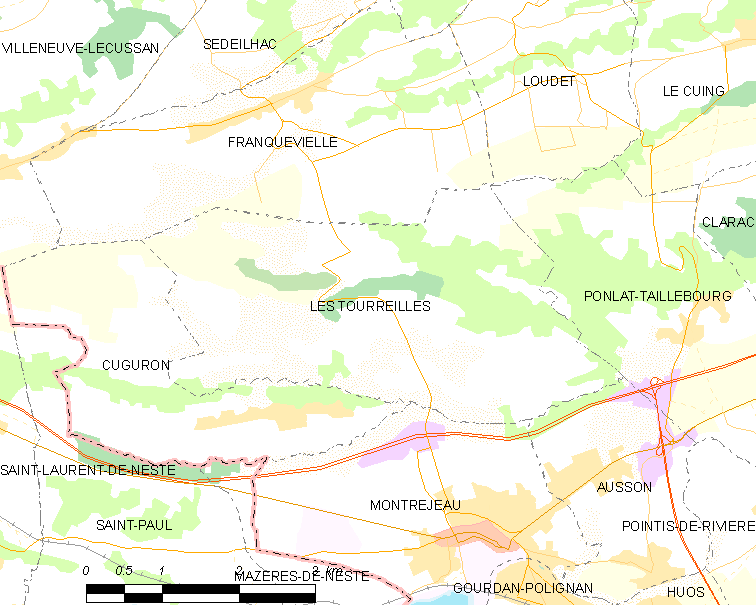
莱图雷耶的OSM定位图

莱图雷耶的时区为UTC+01:00、UTC+02:00（夏令时）。

## 行政
莱图雷耶的邮政编码为31210，INSEE市镇编码为31556。

## 政治
莱图雷耶所属的省级选区为圣戈当县。

## 人口

1962-2008年间莱图雷耶人口变化图示

莱图雷耶于2022年1月1日时的人口数量为380人。